# Johann Baptist Tafrathshofer
Johann Baptist Tafrathshofer (* 7. November 1814 in Kempten (Allgäu); † 12. April 1889 in Regensburg) war ein deutscher römisch-katholischer Priester, Pädagoge und Schriftsteller.

## Leben
Tafrathshofer wuchs als Landwirtssohn auf der Brach in Kempten auf. Nach dem Abitur am Kemptener Gymnasium studierte er an der Universität München Philosophie und Theologie und trat als Priesteramtskandidat in das Georgianum ein. 1838 empfing er in Augsburg die Priesterweihe und wurde Kaplan in Kempten, erwarb aber gleichzeitig eine pädagogische Zusatzqualifikation für das Lehrfach an Lateinschulen. 1841 wurde er Studienlehrer in Kaufbeuren, 1845 in Kempten und 1848 in Regensburg, wo er den Titel Professor führte und hohe Wertschätzung genoss. 1874 trat er aus Gesundheitsgründen in den Ruhestand.
Er veröffentlichte Beiträge zur lateinischen Didaktik und zur Regionalgeschichte sowie eine umfangreiche Sammlung religiöser, beschaulicher und politischer Gedichte Blüthen am Lebenswege (1860). Bis heute gesungen wird sein Lied Rosenkranzkönigin, Jungfrau der Gnade mit der Melodie von Michael Haller, das auch in diözesanen Eigenteilen des Gotteslobs enthalten ist. 
Daneben betätigte er sich als Pomologe und schrieb Beiträge für die Pomologischen Monatshefte.

## Veröffentlichungen

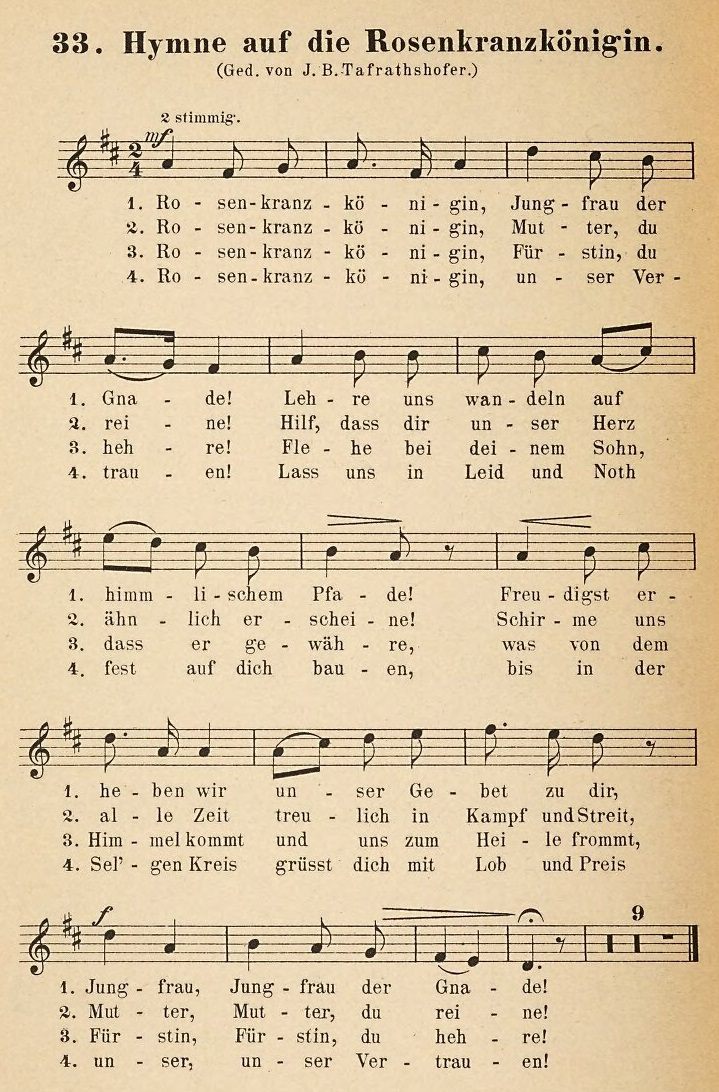
Rosenkranzkönigin in Michael Hallers Mariengarten (1885)

- Der heilige Magnus, Apostel des Allgäues. Kempten 1842 (Digitalisat)
- Blicke in die Geschichte des Volksstammes der Alemannen. Kempten 1847 (Digitalisat)
- Lateinisches Lesebuch für die zwei untern Klassen der Lateinschule. Regensburg 1850 (Digitalisat)
- Blüthen am Lebenswege, Gedichte, Regensburg 1860 (Digitalisat)